# 谷口キヨコの今年もしゃべりっぱなし365
『谷口キヨコの今年もしゃべりっぱなし365』（たにぐちきよこのことしもしゃべりっぱなしさんろくご）は、KBS京都制作・放送のテレビ番組である。

## 概要
2003年から2010年まで毎年12月下旬に深夜枠で放送されていた2時間生放送の年末特別番組で、京都の1年間を振り返りながら視聴者からのFAX・メールによるメッセージを紹介する。メインパーソナリティはKBS京都テレビの人気番組『谷口な夜』でお馴染みの、タレント・ディスクジョッキーの谷口キヨコ。
毎日放送（MBSテレビ）の『オールザッツ漫才』や朝日放送（ABCテレビ）の『八方・今田の楽屋ニュース』と共に、関西では深夜の歳末特番となっていた。なお、2010年のみゴールデンタイムで放送された。

## 出演者・放送日時

### メインパーソナリティ
- 谷口キヨコ

### 2005年
- 澤武博之（KBS京都アナウンサー）
- 森谷威夫（KBS京都アナウンサー）

### 2006年
12月28日 23:30 - 25:30
- 竹内弘一（当時KBS京都アナウンサー）
- 森谷威夫

### 2007年
12月27日 23:30 - 25:30
- 竹内弘一
- 森谷威夫

### 2008年
12月29日 23:00 - 24:55
- 平野智美（当時KBS京都アナウンサー）
- 竹内弘一
- 森谷威夫

### 2010年
12月27日 19:00 - 20:55
- 金太郎師匠 - 『谷口な夜』のマスコットキャラクター。
- 海平和

### その他
- 2004年と2007年にも金太郎師匠が登場した。